# Blepharipa orbitalis
Blepharipa orbitalis là một loài ruồi trong họ Tachinidae.